# Bryodina rhypariza
Bryodina rhypariza är en lavart som först beskrevs av William Nylander och som fick sitt nu gällande namn av Joseph Hafellner. 
Bryodina rhypariza ingår i släktet Bryodina och familjen Lecanoraceae. Arten är reproducerande i Sverige.